# Los bomberos
Los bomberos est une bande dessinée espagnole illustrée par Francisco Ibáñez, appartenant à la franchise Mortadel et Filémon, éditée en 1978 et 1979.

## Synopsis
Mortadel et Filémon affrontent une bande de criminels qui utilisent toutes sortes de bombes pour commettre leurs méfaits.